# Федосенко Артур Володимирович
Арту́р Володи́мирович Федо́сенко (26 березня 1971 — 26 червня 2018) — старший солдат Збройних сил України, учасник російсько-української війни.

## Життєпис
Народився 1971 року в місті Кропивницький; закінчив міську ЗОШ № 9, проходив службу в РА у Закавказькому окрузі. Працював в УТО «Кіровоград», консультантом з економічної безпеки, за кордоном виконував різну роботу. З 2010 по 2015 рік працював водієм-інкасатором у відділенні ПриватБанку.
19 травня 2016 року підписав контракт із ЗСУ; старший солдат, водій-електрик радіопеленгаторного пункту радіотехнічного центру вузла зв'язку та радіотехнічного забезпечення (в/ч А1469 ПС ЗСУ — військовий аеродром «Канатове» біля Кропивницького).
26 червня 2018-го загинув під вечір у бою на східній околиці Мар'їнки при відбитті атаки терористів, які намагались витіснити українських бійців з займаних позицій — в нього влучив ворожий снайпер.
29 червня 2018 року похований на Алеї почесних воїнських поховань Рівнянського кладовища у Кропивницькому.
Без Артура лишились дружина та донька.

## Нагороди та вшанування
- указом Президента України № 239/2018 від 23 серпня 2018 року «за особисту мужність і самовіддані дії, виявлені у захисті державного суверенітету та територіальної цілісності України, зразкового виконання військового обов'язку» — нагороджений орденом «За мужність» III ступеня (посмертно)[1]